# Bé Hà Nguyen
Bé Hà Nguyen, vlastním jménem Ha Thu Nguyenová (* 4. února 1997 Varnsdorf) a též známá pod přezdívkou „Míša“ je česká youtuberka a influencerka s vietnamskými kořeny.

## Život
Bé Hà se narodila 4. února 1997 vietnamským rodičům v severočeském městě Varnsdorf, kde následně prožila i celé své dětství. Její otec do České republiky přiletěl poprvé v 80. letech a pracoval v mladoboleslavské Škodovce jako automechanik. Po nějaké době se vrátil do Vietnamu, kde se oženil, a se svou ženou se v 90. letech společně přestěhovali do Česka. Pro svůj život si vybrali sever Čech zejména proto, že tam přijíždělo mnoho německých zákazníků pro levné oblečení. I z toho důvodu se v této oblasti vytvořila jedna z největších vietnamských komunit v republice. Její rodiče zde začali podnikat na tržnici s textilem a botami a o několik let později začali provozovat vlastní kamenný obchod.
Bé Hà má dva sourozence. Její o dva roky starší sestra žije aktuálně v Dánsku a o pět let mladší bratr Tomáš studuje pražské ČVUT. Už od jejích dvou měsíců ji rodiče dávali přes den k českým rodinám na hlídání, aby se co nejdříve naučila českému jazyku, kultuře i tradicím. Právě od svých „českých babiček“ získala přezdívku „Míša“.
Když ve Varnsdorfu nastoupila na základní školu, často se jako jediná Vietnamka ve třídě potýkala s rasistickými a xenofobními poznámkami a vyčleněním z kolektivu. Situace se zlepšila, když v roce 2008 nastoupila z páté třídy na osmileté Gymnázium Rumburk.
Po maturitě se přestěhovala do Prahy a nastoupila na Fakultu sociálních věd Univerzity Karlovy, konkrétně na obor Marketingová komunikace a public relations. Bakalářský titul získala v roce 2020. V tomtéž roce pak nastoupila na MBA program na University of New York in Prague.

## Kariéra
S natáčením videí na YouTube začala v roce 2013. Motivovala ji k tomu touha stát se součástí komunity youtuberů, se kterými by mohla sdílet zejména své zájmy o módu, kosmetiku a lifestyle. Díky tomu, že byla jednou z prvních youtuberek pro holčičí publikum, začala její sledovanost rychle růst. Díky, v té době pokročilým, video efektům natáčela například videa, ve kterých nechala ožít své fiktivní dvojče, Esmeraldu. Postupem času se na svém kanále začala zaměřovat nejenom na módu, kosmetiku a lifestyle, ale natáčí nyní videa také o vaření, cestování nebo o svém vietnamském původu a snaží se svým sledujícím vietnamskou komunitu přibližovat, bořit mýty a bojovat proti stereotypům a předsudkům. Dnes ji na jejím YouTube kanále Style With Me sleduje přes 400 000 odběratelů a na svém instagramovém účtu už dokonce překonala hranici 500 000 followerů.
V roce 2015 uváděla svůj vlastní pořad Zápisník na televizní stanici Óčko.
Když se ve svých videích začala věnovat svému původu a vietnamské kultuře a zvykům, často se zaměřovala i na tradiční vietnamskou kuchyni. V návaznosti na popularitu tohoto obsahu pak v roce 2018 vydala se svou matkou velmi úspěšnou Vietnamskou kuchařku s autentickými vietnamskými recepty.
Pravidelně se také umisťuje mezi nejvlivnějšími Čechy na sociálních sítích v žebříčcích české mutace magazínu Forbes. Poprvé se v roce 2015 umístila na 71. místě ze 77 vybraných, v roce 2016 se posunula na 54. příčku a v roce 2017 byla 55. Po dvouleté odmlce vyhlašování tohoto žebříčku se v roce 2020 objevil jeho nový formát, ve kterém byla Bé Hà vyhlášena mezi 30 nejvlivnějšími Čechy na sociálních sítích.
Její popularitu na sociálních sítích potvrzuje i pravidelné umístění v TOP 10 ankety Czech Blog Awards a to v letech 2015, 2016, 2017 a 2018.
V rámci své role instagramové influencerky spolupracuje se světoznámými i lokálními značkami a společnostmi, z nichž nejvýraznějšími jsou Zalando, Vichy, Lancôme.
V roce 2021 se začala objevovat na titulních stranách prestižních časopisů jako Esquire nebo Joy.